# Christian Rother

Christian von Rother

Christian Rother, seit 1847 von Rother (* 14. November 1778 in Ruppersdorf bei Strehlen; † 7. November 1849 auf Gut Rogau bei Parchwitz) war ein preußischer Staatsminister. Er war 28 Jahre lang Chef der Seehandlung und erster Präsident der Preußischen Bank.

## Frühe und Warschauer Zeit
Seine Eltern waren George Friedrich Rother († 1831) und dessen Ehefrau Anna Helena Ast (* 1751). Rother stammte aus einfachen bäuerlichen Verhältnissen mit nicht mehr als Dorfschulbildung, dem trotz Begabung eine höhere Schulausbildung versagt blieb, der sich aber stattdessen immer selbständig weiterbildete.
1792, mit 14 Jahren, trat er als Lehrling ins Steueramt von Neumarkt in Niederschlesien ein. Dort erwarb er in zweijähriger Lehrzeit Grundkenntnisse im Rechnungs- und Kassenwesen. Vor die Wahl gestellt, preußischer Militärdienst oder Privatsekretär ohne Gehalt im preußischen Staatsdienst zu werden, bevorzugte Rother die Stellung eines Privatsekretärs beim Kriegs- und Steuerrat in Neustadt in Oberschlesien. Nach der Dritten Teilung Polens ging Rother als Privatsekretär von Generalleutnant von Mengden in die neue preußische Provinz Südpreußen nach Warschau. 1797 wurde er Assistent der Kriegs- und Domänenkammer. Im Jahr 1806 wurde Rother Kanzleiinspektor beim Polizeimagistrat von Warschau.
Nachdem Napoleon 1807 das Herzogtum Warschau als Bestandteil des Königreiches Sachsen bildete, blieb Rother in Warschau, ohne – trotz eines entsprechenden Angebotes – in den Dienst der neuen sächsischen Regierung einzutreten. 1809 wurde er wegen seines Briefwechsels mit dem preußischen Freiherrn vom Stein unter dem Verdacht des Hochverrates von der sächsischen Regierung in Untersuchungshaft genommen, wurde aber mangels Beweisen nach sieben Wochen wieder freigelassen.

## Aufstieg im preußischen Finanzwesen
Von Warschau ging Rother nach Königsberg, der ersatzweisen Hauptstadt Preußens, solange Berlin von französischen Truppen besetzt war. Nachdem er schon 1809 mit einer Abhandlung über das „Cassenwesen bei den höheren Behörden“ der Staatskanzlei aufgefallen war, wurde er vom Fürsten von Hardenberg zu sich berufen. Er war zunächst seit 1810 Kalkulator bei der General-Staatskasse in Berlin und seit 1812 Rechnungsrat in Berlin. Als finanzpolitischer Berater Hardenbergs setzte er sich für die Belebung des Handels und des Gewerbes ein und hat dadurch nach den Kriegen gegen Napoleon dazu beigetragen, den Bankrott Preußens zu verhindern. Im Jahr 1815 war Rother der preußische Beauftragte für die Verteilung der französischen Kriegsentschädigungen. Im selben Jahr wurde er Direktor des Zentralbüros im Finanzministerium mit dem Titel eines wirklichen Geheimen Oberfinanzrates. Seit 1817 war Rother Mitglied im preußischen Staatsrat.

## Chef der Seehandlung

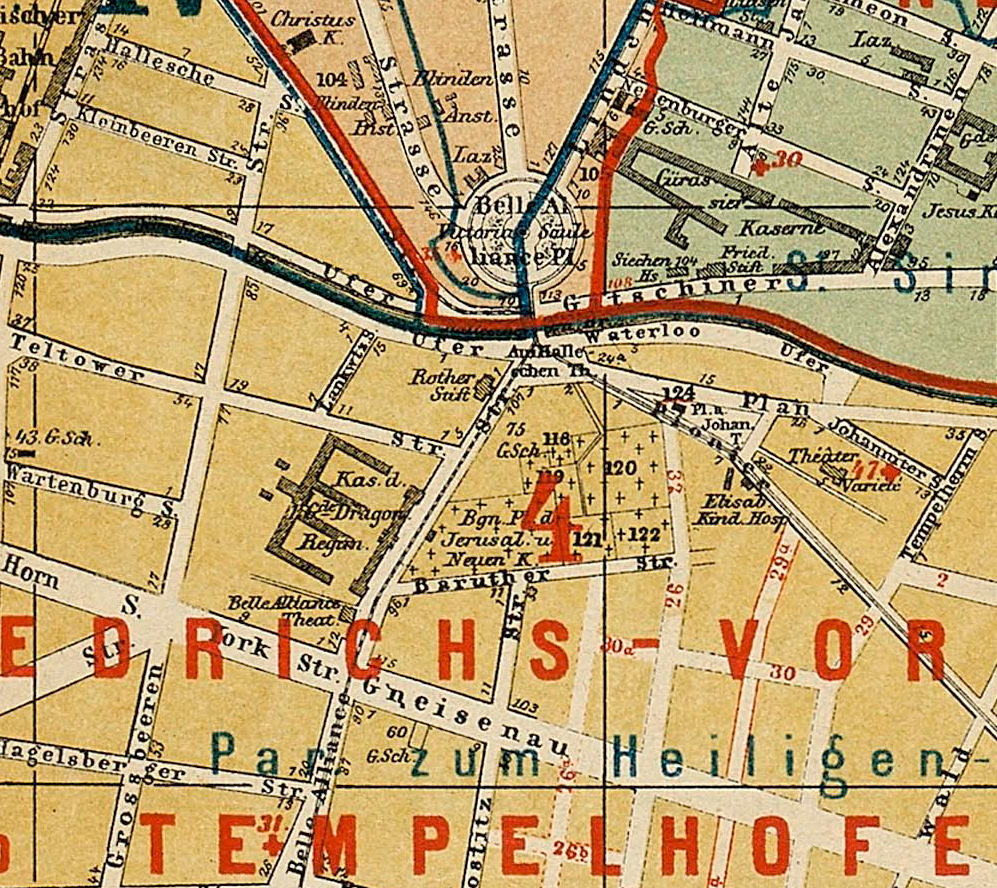
Karte von 1874 mit dem 1842 gebauten Rother-Stift an der Stelle des früheren Erziehungshauses vor dem Halleschen Tor

Von 1820 bis 1848 war er Königlicher Commissarius und Chef der Seehandlungsgesellschaft. Außerdem war er Präsident der Hauptverwaltung der Staatsschulden. Im Jahr 1831 wurde Rother zum Direktor der königlichen Hauptbank ernannt. Im Jahr 1835 wurde er zum wirklichen geheimen Rat mit der Anrede Exzellenz befördert. Von 1835 bis 1837 war Rother dann Leiter der Verwaltung für Handel, Fabrikation und Bauwesen. Im Jahr 1836 wurde er Mitglied des Staatsministeriums und geheimer Staatsminister. Von 1837 bis 1848 war Rother Präsident der königlichen Hauptbank, seit 1844 zudem Mitglied des Handelsrates. Sein Nachfolger als Präsident der Seehandlung wurde sein langjähriger Mitarbeiter August Friedrich Bloch.
Rother hatte immer besonderes Gewicht auf die Beseitigung von sozialen Missständen gelegt. So hat er als Chef der Seehandlung gezielt Industriebetriebe in verelendeten Gegenden Preußens angesiedelt und für gerechte Löhne und soziale Leistungen und Einrichtungen für die Beschäftigten in diesen Betrieben, wie etwa Krankenkassen, gesorgt. Die sozialen Maßnahmen, für die Rother in seinem Wirkungsbereich für die Menschen der Unterschicht – aus der er selber stammte – sorgte, führte er rund 50 Jahre vor den Sozialgesetzen des Deutschen Reiches ein.
Von 1824 bis 1827 lebte Harry Maitey, der erste Hawaiier, der mit der Mentor nach Preußen kam, in seinem Haus in Berlin.

## Würdigung
Im Jahr 1847 erhielt der Staatsbankier anlässlich seines fünfzigsten Dienstjubiläums neben der Erhebung in den Adelsstand auch die Würde als Ritter des Schwarzen Adlerordens. Außerdem wurde er Ehrenbürger der Stadt Berlin. Zwei Jahre später verstarb Rother auf seinem Gut Rogau in Schlesien.
Eine Episode aus seinem Leben (die Beschaffung eines großen, dringend notwendigen Kredits für den preußischen Staat von der Londoner Rothschild-Bank) wurde 1986 für die ARD unter dem Titel Christian Rother – Bankier für Preußen verfilmt.

## Familie
Er heiratete 1800 in Driesen Juliane Eingrüber († 1829) aus Friedberg (Neumark). Nach dem Tod seiner ersten Frau heiratete er 1830 in Berlin Mathilde Eckard († 1869). Er hatte einen Sohn aus erster Ehe: Julius (1808–1874, Nobilitierung 1837), Herr auf Rogau und Koitz sowie preußischer Amtsrat. Sein Enkel Julius (1834–1899) war Landrat im Kreis Lüben.